# Suicídio coletivo de Demmin
O suicídio coletivo de Demmin foi um suicídio em massa cometido pelos habitantes da cidade de Demmin, província da Pomerânia (atual Mecklenburg-Vorpommern, na Alemanha), entre 30 de abril e 2 de maio de 1945. As mortes ocorreram durante o pânico geral provocado pelas atrocidades cometidas por soldados soviéticos do Exército Vermelho, que já tinham saqueado a cidade. Embora o número de mortes varie, sabe-se que o caso de Demmin constitui o maior suicídio coletivo registado no país, fazendo parte dos suicídios em massa da população alemã em 1945.
Oficiais nazis, a Wehrmacht e vários civis tinham deixado a cidade antes da chegada do Exército Vermelho, enquanto, por outro lado, milhares de refugiados do leste tinham procurado asilo em Demmin. Três negociadores soviéticos foram baleados antes da chegada de soldados à cidade, contra os quais a Juventude Hitleriana, entre outros, abriu fogo uma vez dentro de Demmin. A Wehrmacht, durante a sua retirada, tinha explodido as pontes sobre os rios Peene e Tollense, o que provocou o fechamento da cidade a norte, sul e oeste, bloqueando o avanço do Exército Vermelho e encurralando por sua vez os civis que ainda permaneciam em Demmin. Os soviéticos acabaram por saquear e queimar a cidade, cometendo todo o tipo de violações e execuções.
Numerosos habitantes e refugiados tomaram a decisão de cometer suicídio, alguns deles juntamente com o resto dos seus parentes. Os métodos de suicídio incluíam afogamento em rios, enforcamento, corte de veias e armas de fogo. Muitos dos corpos foram enterrados em valas comuns. Após a guerra, os suicídios tornaram-se um assunto tabu na República Democrática Alemã sob o governo do Partido Socialista Unificado da Alemanha.

## Contexto

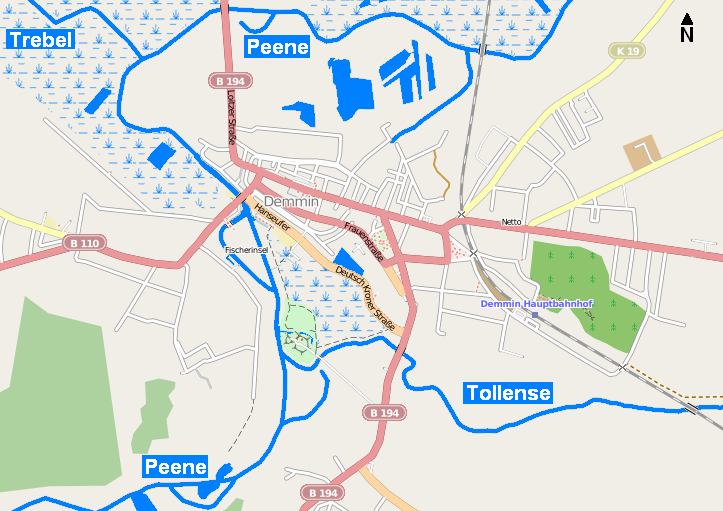
Demmin é atravessada pelo rio Peene a norte e oeste, e pelo rio Tollense a sul. As pontes foram destruídas pela Wehrmacht durante a sua retirada, aproximando-se o Exército Vermelho pelo leste.

Demmin foi um reduto das organizações nacionalistas do Partido Popular Nacional Alemão (DNVP) e dos Capacetes de Aço na República de Weimar. Antes de 1933 já havia havido boicotes a empresas geridas por judeus, o que levou à partida de muitos deles, enquanto a sinagoga da cidade foi vendida em junho de 1938 a uma empresa de mobiliário, razão pela qual ainda hoje está preservada. Durante a Kristallnacht, milhares de cidadãos reuniram-se na Praça Demmin para exibir publicamente o seu antissemitismo, o Partido Nazi venceu a Eleição Geral para o Reichstag em 5 de março de 1933 em Demmin com 53,7% dos votos.
Durante as últimas semanas da Segunda Guerra Mundial, dezenas de milhares de alemães suicidaram-se, especialmente em territórios ocupados pelo Exército Vermelho. Segundo o historiador Udo Grashoff e o autor Kurt Bauer, os suicídios ocorreram em dois períodos: uma primeira vaga antes da chegada do Exército Vermelho, em parte devido ao "terror dos russos" espalhado pela propaganda nazi e uma segunda vaga (como no caso de Demmin) após a chegada dos soviéticos, que desencadeou saques, execuções e violações em massa por soldados:
Em parte, este foi um ataque de pânico, por medo dos russos, alimentado pela propaganda nazi; na maior parte dos casos, os suicídios ocorreram em duas ondas. Os primeiros suicídios, desencadeados pelo medo e pelo pânico, foram, em muitos lugares, seguidos por uma segunda onda de suicídios, após execuções, saques e violações em massa. Por exemplo, no decorrer de uma semana, cerca de 700 em 1500 habitantes suicidaram-se na cidade meclemburguesa de Demmin.
Após os combates, houve repetidos massacres de civis e soldados da Wehrmacht que se tinham rendido. Saques e incursões extensivas foram ocorrências diárias durante o avanço do exército vermelho. Violações em massa de mulheres alemãs por soldados russos tornaram-se um trauma generalizado. Dois milhões de vítimas de violação são mencionadas por escritos na época. Uma em cada dez mulheres morreu de violação em massa, ou de suicídio subsequente. Estes suicídios coletivos de pessoas que não tinham conseguido escapar ao Exército Vermelho foram outro fenómeno aterrador na fase final da guerra. Na pequena cidade de Demmin, na Pomerânia Ocidental, cerca de 1000 pessoas suicidaram-se durante os primeiros dias de maio de 1945, na maioria dos casos por afogamento.
No início de 1945 Demmin tinha entre 15 000 e 16 000 habitantes. A somar a estes, milhares de refugiados do leste estavam então na cidade, o que quase provocou o aumento da população para o dobro. No final de abril, quando a Frente Oriental se aproximava da Batalha de Berlim, mulheres, crianças e idosos foram forçados a cavar uma vala antitanque de 5 km a leste da cidade, enquanto que em 28 de abril os alemães começaram a fugir de Demmin: os funcionarios do Partido Nazi abandonaram carros de bombeiros, o hospital foi evacuado, a polícia desapareceu e um grande número de civis fugiu.

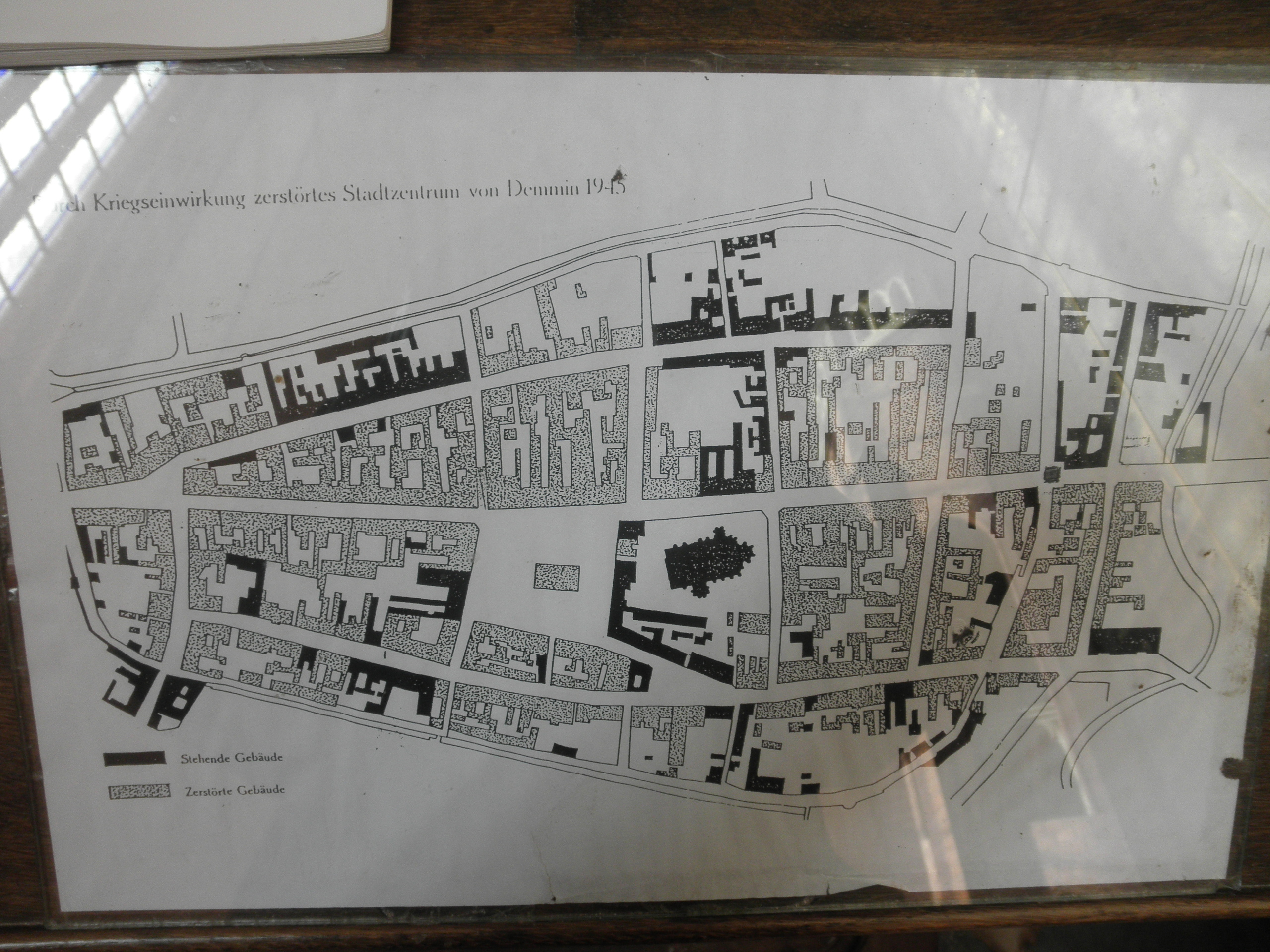
Mapa da área destruída em maio de 1945 em Demmin.

Demmin foi atingida pelos pontas de lança do 65.º Corpo do Exército Soviético e pelo 1.º Corpo de Tanques da Guarda ao meio-dia de 30 de abril de 1945, erguendo uma bandeira branca na torre da igreja. De acordo com uma testemunha, três negociadores soviéticos, um deles um oficial alemão, aproximaram-se da vala antitanque e prometeram que os habitantes de Demmin não seriam sujeitos a assédio ou saque se aceitassem render-se sem luta. Esta testemunha, então um rapaz de 19 anos, servia como soldado da Wehrmacht e estava deitado na vala. Segundo o seu testemunho, os negociadores foram baleados três vezes, e caíram no chão. As restantes unidades da Wehrmacht, pertencentes ao Grupo do Exército Vistula, e alguns corpos de combate Waffen-SS retiraram-se através de Demmin, e cerca de meia hora após o incidente na vala, explodiu as pontes que ligavam a cidade ao exterior; nessa altura, as unidades soviéticas já estavam a avançar através de Demmin.
A destruição das pontes atrasou o avanço soviético para oeste em direção a Rostock, cidade que tinham pensado alcançar nesse mesmo día, embora também tenha impedido a fuga dos habitantes, que ficaram sem fuga possível, já que a cidade estava rodeada por três rios: o Peene, o Trebel e o Tollense. Segundo testemunhos, alguns fanáticos, principalmente membros das Juventudes Hitlerianas, dispararam contra os soldados soviéticos apesar de várias bandeiras brancas terem sido hasteadas nos edifícios de Demmin. Em concreto, um professor leal ao nazismo que tinha assassinado a tiro a sua mulher e os seus três filhos lançou uma granada de um panzerfaust para os soldados soviéticos antes de se enforcar. De acordo com a revista Focus, uma testemunha declarou que o primeiro soldado soviético foi baleado perto do hospital às 11:05 por alguém que estava a fugir, aparentemente o professor que tinha matado a mulher e os filhos, e que antes de atirar sobre o soldado tinha confessado a um vizinho o que tinha acabado de fazer à sua família:
«O primeiro russo foi baleado às onze e cinco em frente ao hospital vermelho", disse o relojoeiro Rolf-Dietrich Schultz de Demmin. Então, com nove anos, foi testemunha, observando de um porão na Treptower Straße. O atirador era aparentemente o Professor Gerhard Moldenhauer. O apoiante da NSDAP tinha dito a um vizinho: "Acabei de matar a minha mulher e os meus filhos, agora só quero matar uns russos." Uma escaramuça também ocorreu às portas de Louisentor. Os antigos portões da cidade, que eram usados como ponto de encontro para a Juventude Hitleriana, estavam a ser bombardeados com granadas antitanque pelos russos. Depois, houve um silêncio - temporário. A verdadeira violência começou mais tarde naquela noite.»
Uma terceira testemunha confirmou a identidade do atirador num relatório da NDR e culpou-o a ele e a outros fanáticos por provocarem tropas soviéticas para retaliar saqueando a cidade. Depois disso, Demmin permaneceu calma até à noite, quando as atrocidades começaram, embora tenha aparentemente ocorrido outro incidente em 1 de maio, quando o farmacêutico local organizou uma festa para celebrar a vitória dos soviéticos, tendo matado vários destes com vinho envenenado. A revista Focus desmentiu esta história, considerando-a uma lenda, e o historiador e teólogo Norbert Buske concluiu num estudo em 1995 que a mesma tinha sido fabricada.
Aos soldados soviéticos foi permitido saquear a cidade durante três dias, violando em massa as mulheres da localidade, segundo relatos, «independentemente da idade», e disparando contra os alemães que se manifestassem contra estas práticas. A acrescentar a isto, várias áreas de Demmin foram queimadas, e praticamente todo o centro da cidade foi arrasado pelas chamas (80% da cidade foi destruída nos três dias que durou o saque). Os soldados soviéticos alegadamente impregnaram as paredes de casas com gasolina antes de as incendiarem, guardando-as durante três dias para evitar que as chamas fossem ateadas. Muitos dos soldados que cometeram violações em massa, execuções e saques estavam alegadamente sob a influência de álcool (em 30 de abril, antes do início das atrocidades, os soviéticos roubaram numerosas destilarias e lojas de bebidas).

## Suicídios

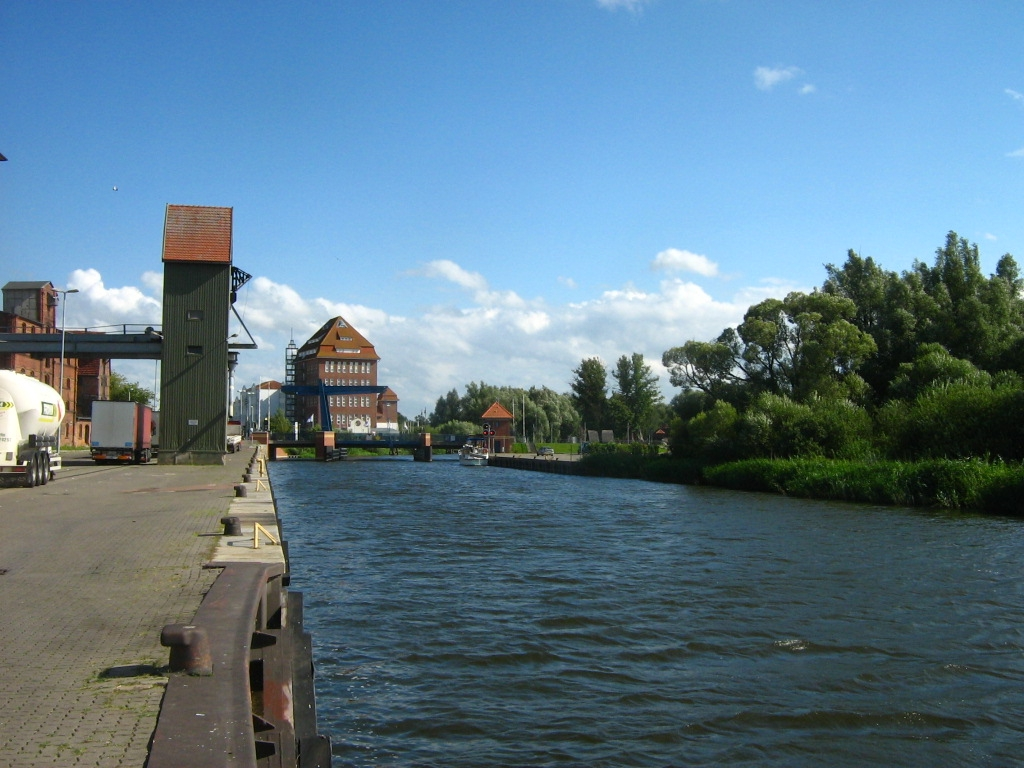
O rio Peene em Demmin, fotografia de 2007.

Estes acontecimentos, juntamente com o receio de atrocidades divulgado pela propaganda nazi, causaram pânico entre a população, com um grande número de famílias locais e refugiadas a optarem pelo suicídio. Os suicídios foram executados com pistolas, lâminas de barbear ou veneno, e houve pessoas que se enforcaram ou afogaram nos rios Peene e Tollense. Muitas mulheres mataram os seus filhos antes de se suicidarem ou submergiram no rio com uma pedra aos ombros e levando bebés nos braços, enquanto algumas famílias morreram ao lançar-se às águas estando atados uns aos outros. Um guarda florestal local disparou primeiro sobre três crianças pequenas, depois sobre as suas mães e, por fim, sobre a sua mulher e sobre si próprio. Sobreviveu mas ficou cego. Noutro caso, uma mulher cortou os pulsos dos seus pais.
Nem todas as tentativas de suicídios tiveram êxito. Algumas mães que tinham afogado os seus filhos foram incapazes de se afogarem a elas próprias; em outros casos, as doses de veneno foram letais nas crianças mas não nas mães. Do mesmo modo, houve casos nos quais as crianças conseguiram sobreviver às tentativas de afogamento, e vários dos habitantes que sobreviveram a uma primeira tentativa de suicídio optaram por usar outros métodos para terminar as suas vidas. Uma mulher e a sua filha, que tinha sido violada várias vezes, morreram enforcadas num sótão depois de terem tentado morrer afogadas no rio Peene. Por outro lado, uma outra mãe que tinha envenenado e enterrado três dos seus quatro filhos, tentou enforcar-se até três vezes num carvalho, e soldados soviéticos impediram-na cada uma dessas vezes (há concordância em vários registos de que os soldados soviéticos evitaram suicídios resgatando pessoas nos rios e curando os cortes nos pulsos). Num caso particular, um avô salvou uma mãe que queria suicidar-se com uma lâmina de barbear após matar os seus filhos e ter sido violada por soldados soviéticos, sabendo da morte do seu marido. Em outro caso, depois de vários soldados terem violado até à morte uma jovem e morto a tiro o seu pai, uma tia da vítima cortou os pulsos do seu filho e os seus, e as outras mulheres da família suicidaram-se também (aparentemente só sobreviveu a avó da jovem assassinada). Por outro lado, uma família sobreviveu graças a um jovem de 15 anos ter persuadido a sua mãe, vítima das violações dos soviéticos, de abortar o seu plano de afogar-se quando já quase tinha sido arrastada pelo rio Tollense. Segundo o cronista de Demmin, de 14 anos de idade na altura:
A minha mãe também foi violada. E aí, juntamente connosco e com os vizinhos, apressou-se para o rio Tollense, decidida a saltar para ele. [...] Os meus irmãos [...] perceberam só muito mais tarde de que eu a tinha impedido, que eu a tinha tirado do que se pode chamar um estado de transe, para evitar que saltasse para a água. Havia gente, havia gritos. As pessoas estavam preparadas para morrer. Disse-se às crianças: «Queres viver? A cidade está em chamas. Estes e aqueles já estão mortos. Não, já não queremos viver mais». E assim, o povo foi principalmente para os rios [...] Tal fez sentir pavor mesmo aos russos. Há exemplos onde russos, também, tentaram impedir as pessoas. Mas [...] foram incapazes de os reter. E a população estava num pânico extremo.
Os mortos foram em geral enterrados em valas comuns no cemitério de Bartholomäi, embora alguns cadáveres tenham sido sepultados em túmulos apropriados por iniciativa de familiares. Por seu lado, outros corpos não foram enterrados por não ter sido possível recuperá-los dos rios. Mais de 900 cadáveres foram enterrados em valas comuns, 500 deles registados num livro de contabilidade de um armazém convertido em improvisada morgue. Semanas depois do suicídio coletivo ainda havia corpos a flutuar nos rios, e a roupa e bens pessoais dos afogados formavam uma barreira de 2 metros de altura ao longo da margem.

## Número de mortes
A revista Focus publicou em 1995 uma declaração de Buske sobre o número de mortes: «Temos que assumir mais de 1000 mortes». Em 2009, de acordo com Christian Goeschel e baseando-se no número referido por Buske: «Diz-se que de 700 a 1000 pessoas terão cometido suicídio com a chegada do Exército Vermelho». Não obstante, tomando a mesma referência, Grashoff assegurou em 2006 que «as estimativas do número de suicídios oscilam entre 700 e 1200». Por seu lado, o Der Spiegel afirmou em 2005 que o número de mortes era «mais de 1000», enquanto a NDR assegurou que «cerca de mil mulheres e crianças cometeram suicídio». Bauer escreveu em 2008 que «umas mil pessoas cometeram suicídio, principalmente por afogamento», e o psicólogo e jurista Nils Volkersen declarou em 2009 que o acontecimento era o suicídio coletivo com maior número de mortes jamais registado na Alemanha:«De longe, o maior suicídio conhecido na história da Alemanha teve lugar em maio de 1945 em Demmin. Cerca de 900 cidadãos se suicidaram antes e durante a invasão soviética [da cidade] afogando-se no rio Peene». Sobre isso, Fred Mrotzek, historiador da Universidade de Rostock, estimou que o número de suicidas oscilava entre 1200 e 1500.

## Tema tabu
Sob o governo comunista na República Democrática Alemã, os suicídios de Demmin converteram-se em tema tabu. O lugar das valas comuns foi deliberadamente abandonado, ficando deteriorado e sendo usado ocasionalmente para cultivar beterraba-açucareira. O único indício de que na área havia uma vala comum era um solitário monumento com o ano 1945 gravado, o qual logo ficou abandonado. Em contraste, um obelisco de 20 metros foi erigido no centro de Demmin para comemorar os soldados soviéticos que tinham morrido na zona. Também o museu local registou «2300 mortes devido à guerra e à fome» nos anos de 1945 e 1946. Em 1989, a crónica do partido comunista do distrito culpou a Werwolf e as Juventudes Hitlerianas pela destruição da cidade. Somado ao anterior, as atrocidades cometidas contra a população foram atribuidas a alemães disfarçados de soviéticos num documento encontrado na administração militar local soviética de Neubrandenburg. O Der Spiegel publicou:
As execuções arbitrárias, violações, incêndio de cidades – as atrocidades do Exército Vermelho foram tabu na RDA, tal como os suicídios coletivos. Aqueles que os tinham visto ou mesmo sobrevivido a um suicídio falhado – crianças, anciãos, mulheres violadas – foram envergonhados e mantidos em silêncio. De certo modo, a vida tinha que seguir em frente no sistema dos libertadores. Hoje, muitos não querem recordar, por muito tempo lutaram para encontrar equilíbrio entre o que tinham sofrido e o que tinham aprendido.
Poucos documentos da República Democrática Alemã mencionaram os acontecimentos. O primeiro funcionário oficial (Landrat) do distrito de Demmin depois da guerra, que foi confirmado no posto pelas autoridades soviéticas pouco depois dos factos, em 15 de maio de 1945, mencionou brevemente os acontecimentos num relatório de caráter interno em 21 de novembro, fazendo constar mais de 700 vítimas: «365 casas, aproximadamente 70% da cidade, jazem em ruínas, mais de 700 habitantes puseram fim às suas vidas mediante suicídio». A testemunha Dieter Krüger, filho de uma mulher violada e sobrevivente de uma tentativa falhada de suicídio em família, começou a levar a cabo um registo dos suicídios em massa quando trabalhava para o museu local na década de 1980, embora os seus documentos tenham sido confiscados. A historiadora Erla Vensky refere a circunstância de que se criou uma onda de «pânico, no decurso da qual 700 pessoas cometeram suicídio».
Com o colapso do governo, algumas das testemunhas, incluindo o cronista de Demmin, «romperam o silêncio» e falaram publicamente sobre os suicídios. Um novo memorial dedicado às vítimas foi erigido sobre as valas comuns, e uma obra dedicada aos falecidos foi publicado pelo estado de Mecklemburgo-Pomerânia em 1995. Desde então, diversos registos sobre a tragédia foram publicados na Alemanha, chegando os suicídios a converter-se no tema de uma novela em 2008.

## Outros suicídios coletivos similares
Ocorreram suicídios coletivos ao longo da linha da Frente Oriental nos finais da guerra. Alguns exemplos são:
- Neubrandenburg: mais de 600 suicídios.[3]
- Burg Stargard: 120 suicídios.[3]
- Neustrelitz: 681 suicídios.[3]
- Penzlin: 230 suicídios.[3]
- Tessin: 107 suicídios.[3]
- Vietzen e Rechlin: suicídio coletivo por afogamento no Lago Müritz.[3]
- Teterow, Güstrow, Rostock e Bad Doberan: centenas de suicídios em cada município.[3]
- Malchin: mais de 500 suicídios (os cadáveres foram enterrados em fossa comum).[3]
- Schönlanke (atual Trzcianka, condado de Czarnków-Trzcianka): cerca de 500 suicídios.[3]
- Stolp (atual Słupsk): cerca de 1000 suicídios.[3]
- Lauenburg (atual Lębork): cerca de 600 suicídios.[3]
- Grünberg (atual Zielona Góra): cerca de 500 suicídios.[3]
- Berlim: mais de 4000 suicídios entre abril e maio, incluindo suicídios coletivos.[3][27]